# Vasneh
Vasneh (persiska: وسنه, وِسنَه) är en ort i Iran.   Den ligger i provinsen Kurdistan, i den nordvästra delen av landet, 500 km väster om huvudstaden Teheran. Vasneh ligger 1 415 meter över havet och antalet invånare är 217.
Terrängen runt Vasneh är kuperad åt nordväst, men åt sydost är den bergig. Terrängen runt Vasneh sluttar västerut. Runt Vasneh är det ganska tätbefolkat, med 60 invånare per kvadratkilometer. Närmaste större samhälle är Marivan, 11,4 km väster om Vasneh. Trakten runt Vasneh består till största delen av jordbruksmark.